# Kungs Norrby

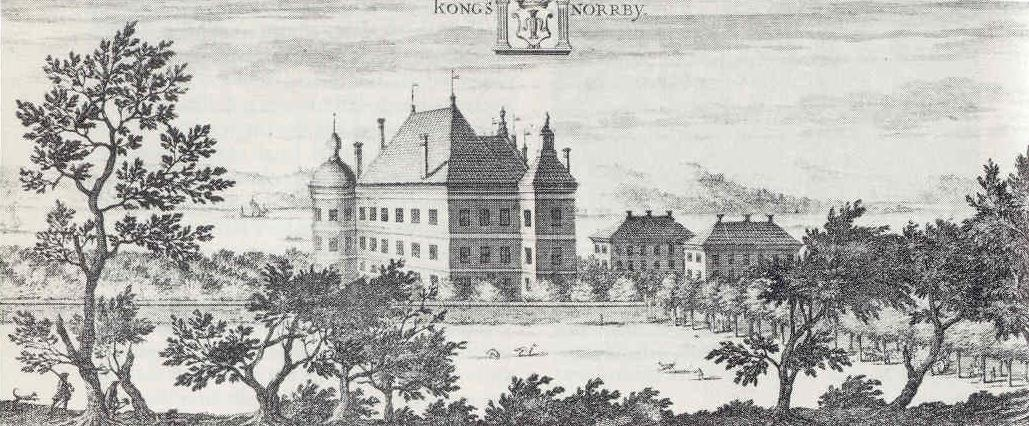
I Erik Dahlberghs porträttering av Kungs Norrby i Suecia antiqua et hodierna, framkommer att slottet var strategiskt placerat för att försvara Motala ström under gången tid. Möjligheterna att vada över strömmen var goda just här, ännu idag är det lågt vattenstånd härstädes.

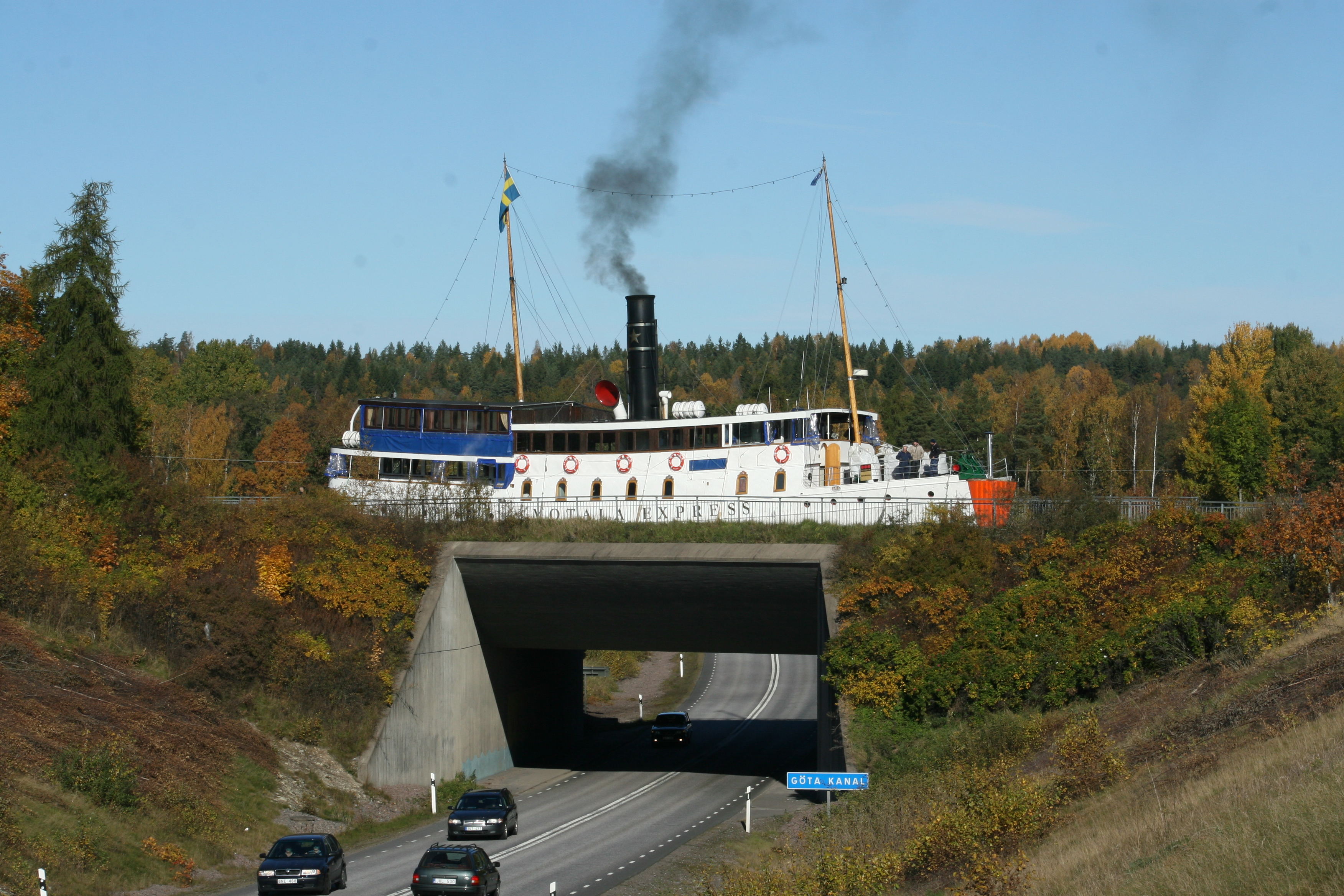
S/S Motala Express med kapat förskepp på Göta kanals akvedukt över Riksväg 34 strax sydväst om Kungs Norrby

Kungs Norrby eller Norrby kungsgård, är ett före detta slott och kronoegendom i Brunneby socken i Motala kommun, Östergötland, vid Motala ströms utlopp i Norrbysjön.

## Historik

### Det gamla slottet
Under medeltiden ska Kungs Norrby ha innehafts av biskoparna i Linköpings stift och kallats Biskops Norrby. Under 1400-talet tillhörde gården Vasaätten; nämligen Karl Kristiernsson, Erik Karlsson, dennes dotter Margareta Eriksdotter samt hennes syster Ebba Eriksdotter. Hon var gift med riksmarsken Erik Abrahamsson Leijonhufvud. Deras dotter, Margareta Leijonhufvud - Gustav Vasas andra gemål - ärvde gården. Den innehades senare av prins Magnus Vasa, då han innehade titeln hertig av Östergötland. 

### Den nya gården
På 1550-talet anlades en stenhusbyggnad, vilken uppbrändes 1568 av danskarna, som under Daniel Rantzau överföll och fullkomligt besegrade en svensk styrka under Hogenskild Bielke och Per Brahe d.ä., som hade slagit läger där den 15 januari 1568. 1578 började en ny byggnad uppföras, denna finns avbildad i Erik Dahlberghs Suecia antiqua et hodierna. Slottet framställdes där i tre våningar med högt tak samt utbyggnad och två fyrkantiga torn på framsidan och ett runt torn på baksidan, jämte två flygelbyggnader.
1637 donerades Kungs Norrby med en mängd underlydande till Johan Banér, såsom det sägs, till belöning för hans seger vid Wittstock. 1687-1690 var gården bortarrenderad och 1691-1838 var den överstelöjtnantsboställe. 

### Dagens herrgård
Nuvarande Kungs Norrby tillkom 1775 och har moderniserats 1914 och 1952. Flyglar och ekonomibyggnader bildar en sammanhållen kulturmiljö. Rester efter gamla slottet och befästningarna kan fortfarande beses intill Motala ström.